# Evergreen Aviation & Space Museum
L'Evergreen Aviation & Space Museum est un musée consacré à l'aviation et l'aérospatiale créé en 1991 à McMinnville dans l'Oregon aux États-Unis. Il présente un certain nombre d'avions militaires et civils et d'engins spatiaux, notamment le plus grand avion jamais construit, le Hughes H-4 Hercules (parfois appelé « Spruce Goose ») offert par The Walt Disney Company.
Le musée est situé à McMinnville, Oregon, en face du siège d'Evergreen International Aviation. Une route sépare le musée de l'entreprise et de l'aéroport municipal de McMinnville (KMMV). Une salle de projection IMAX a ouvert en 2007, et, en 2008, un deuxième hall d'exposition mettant l'accent sur le missile balistique intercontinental Titan II et la technologie spatiale a ouvert ses portes.

## Galerie

Quelques engins exposés
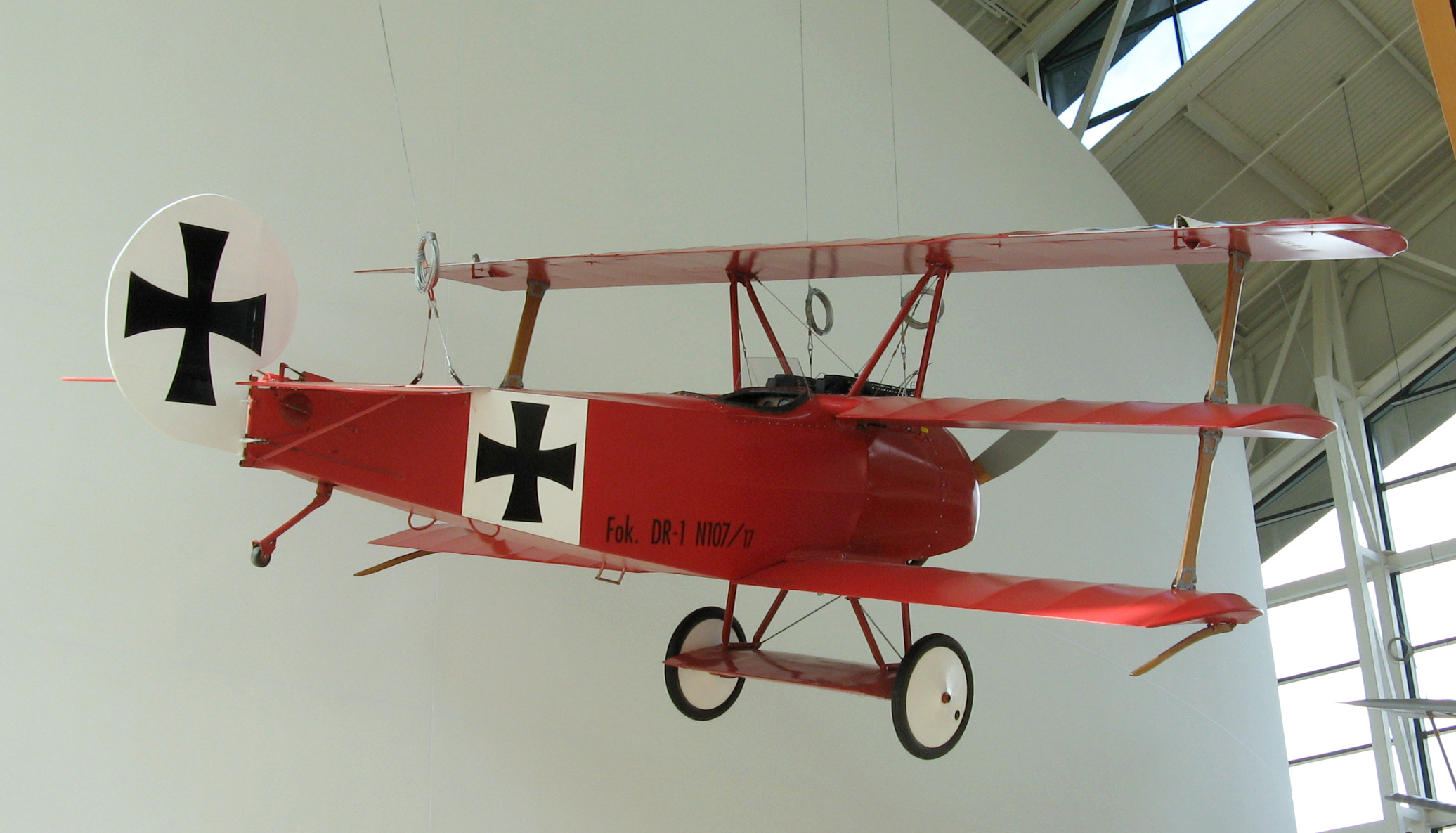
Un triplan Fokker Dr.I.
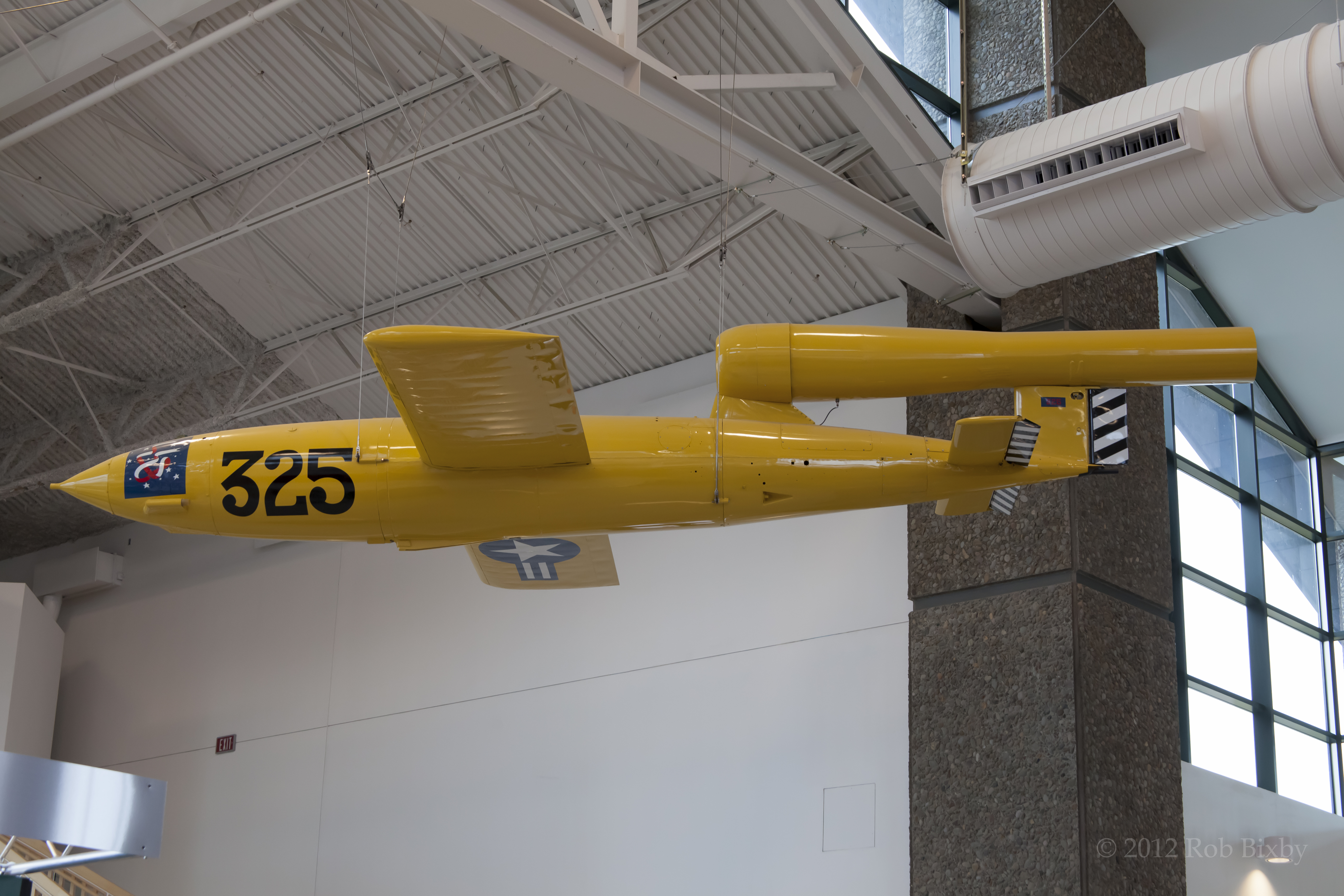
Missile Republic-Ford JB-2 (copie du V1 allemand).
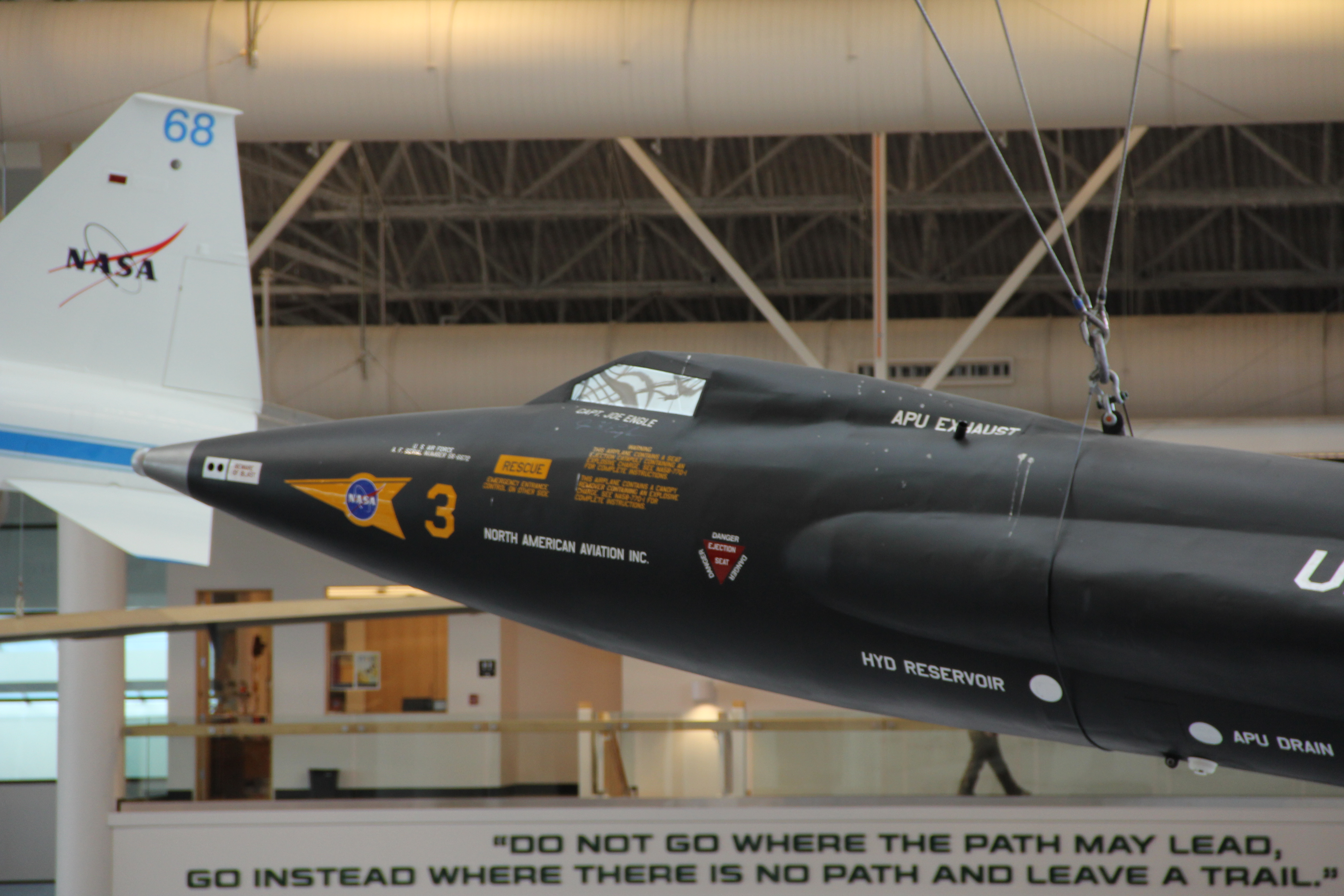
North American X-15.
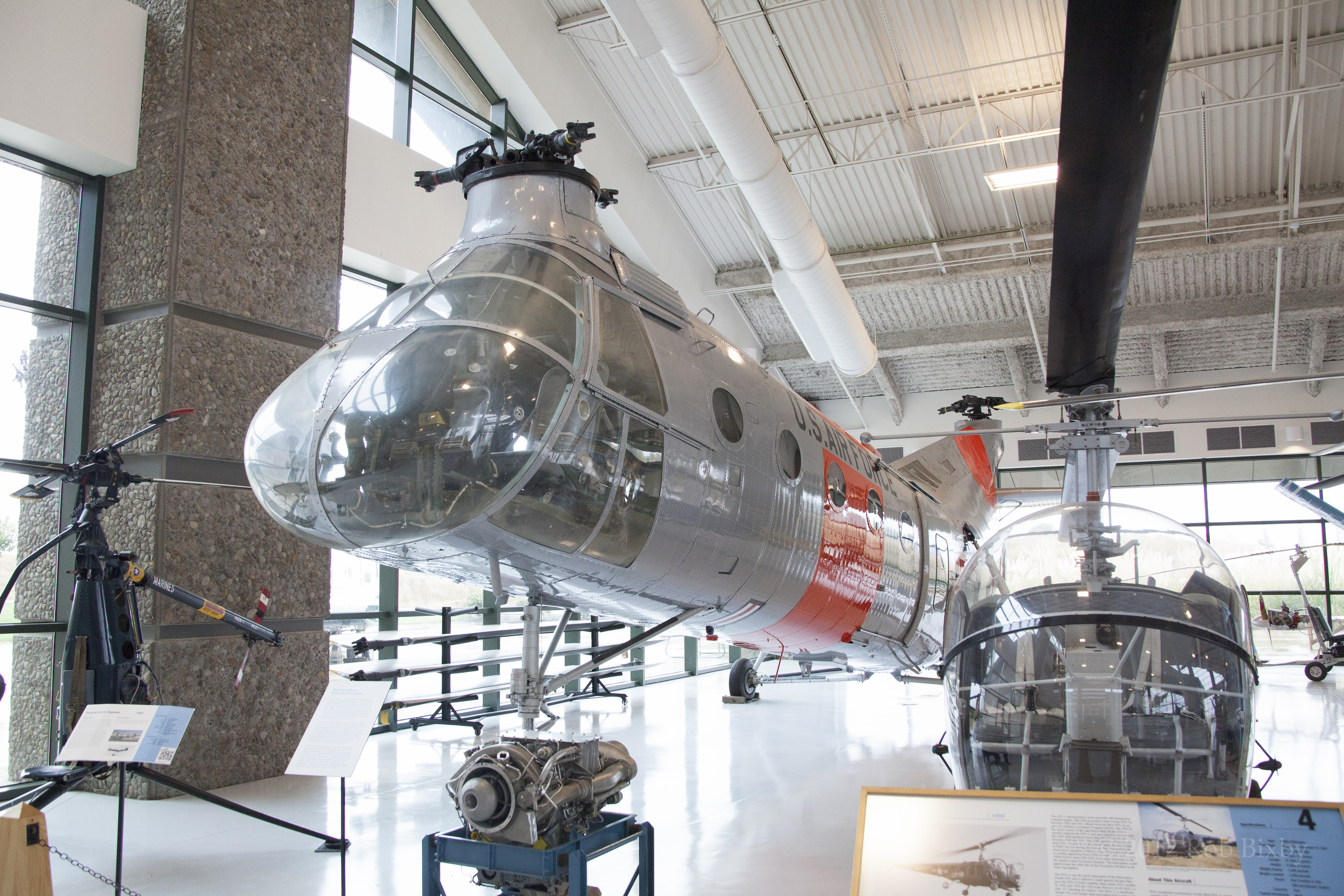
Hélicoptères.
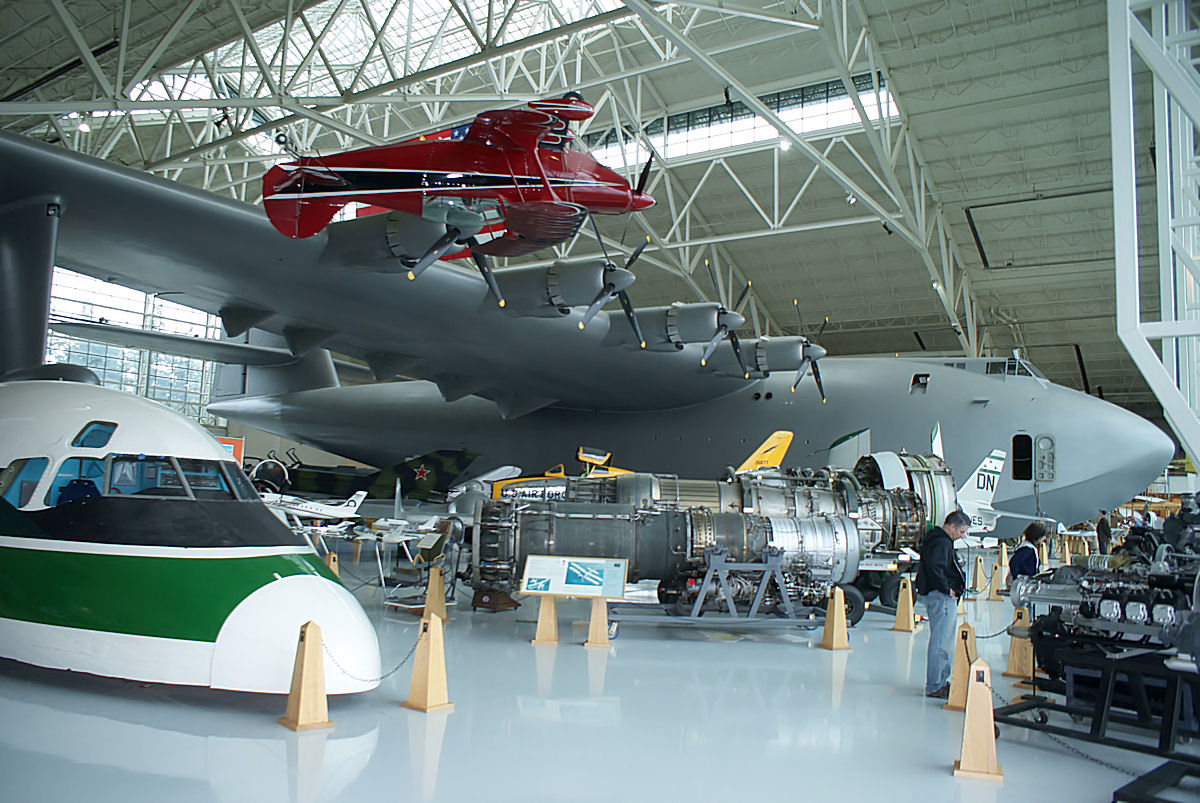
Une vue de l'H-4 Hercules.
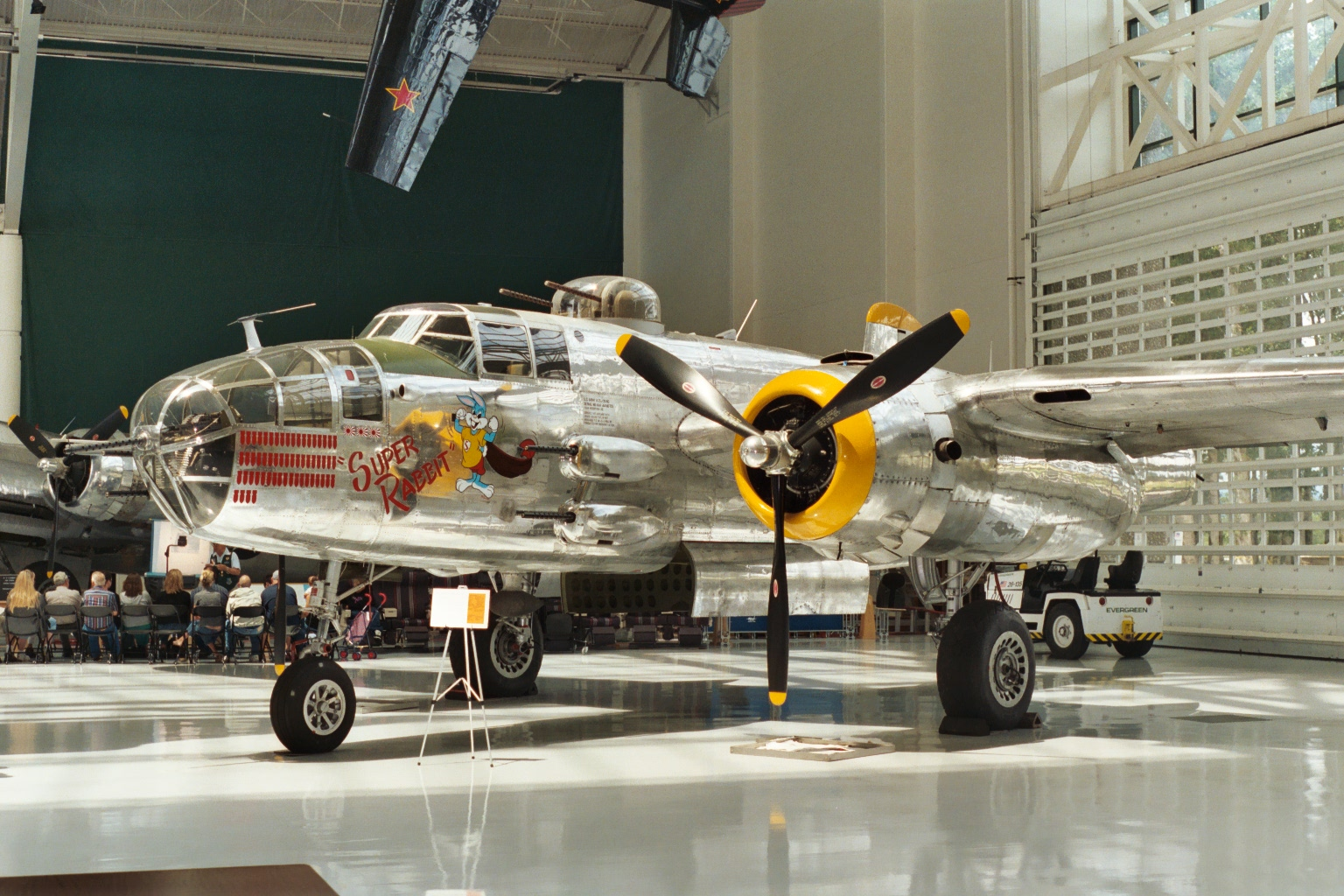
Un bombardier B-25 Mitchell.
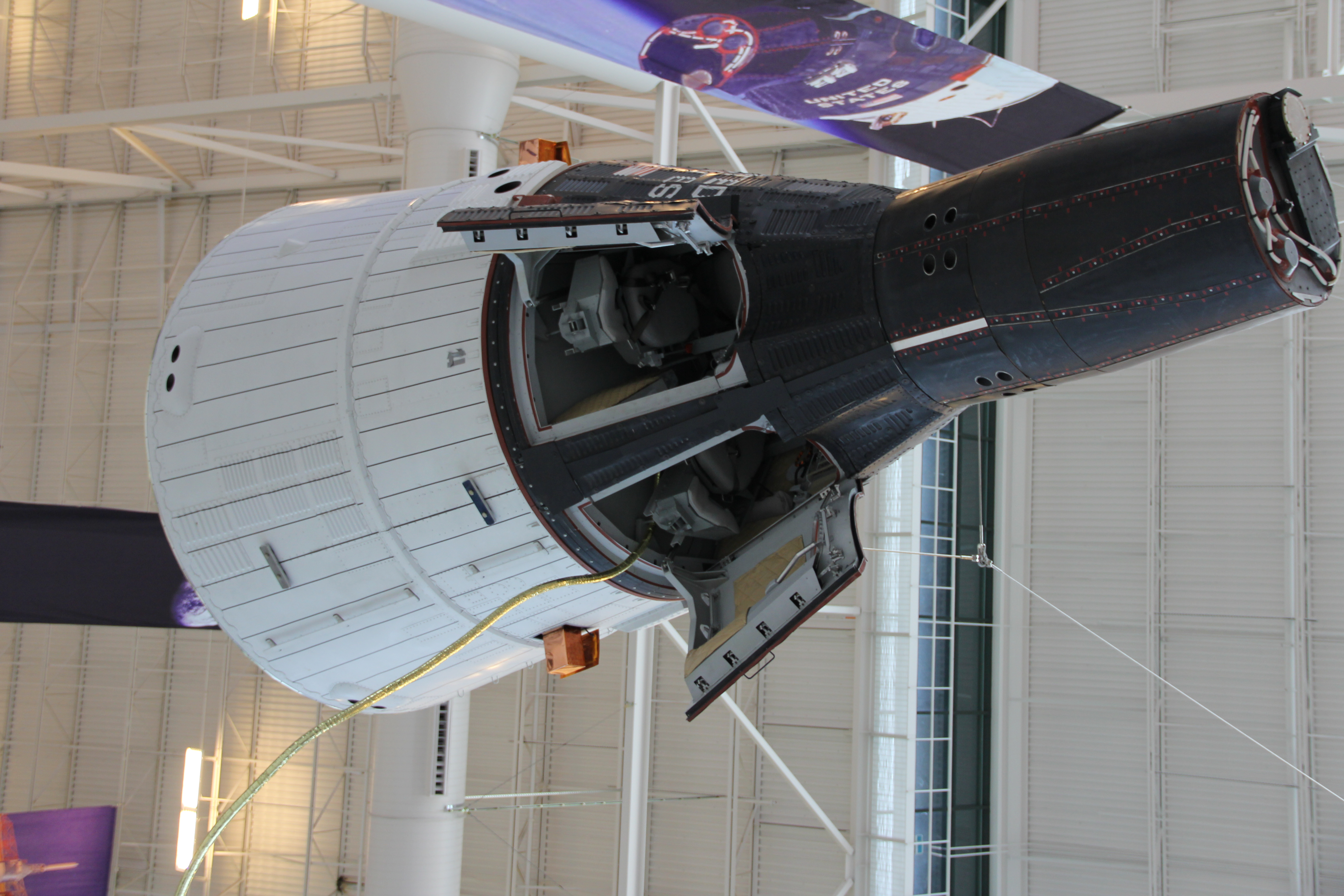
Une capsule Gemini (reproduction).
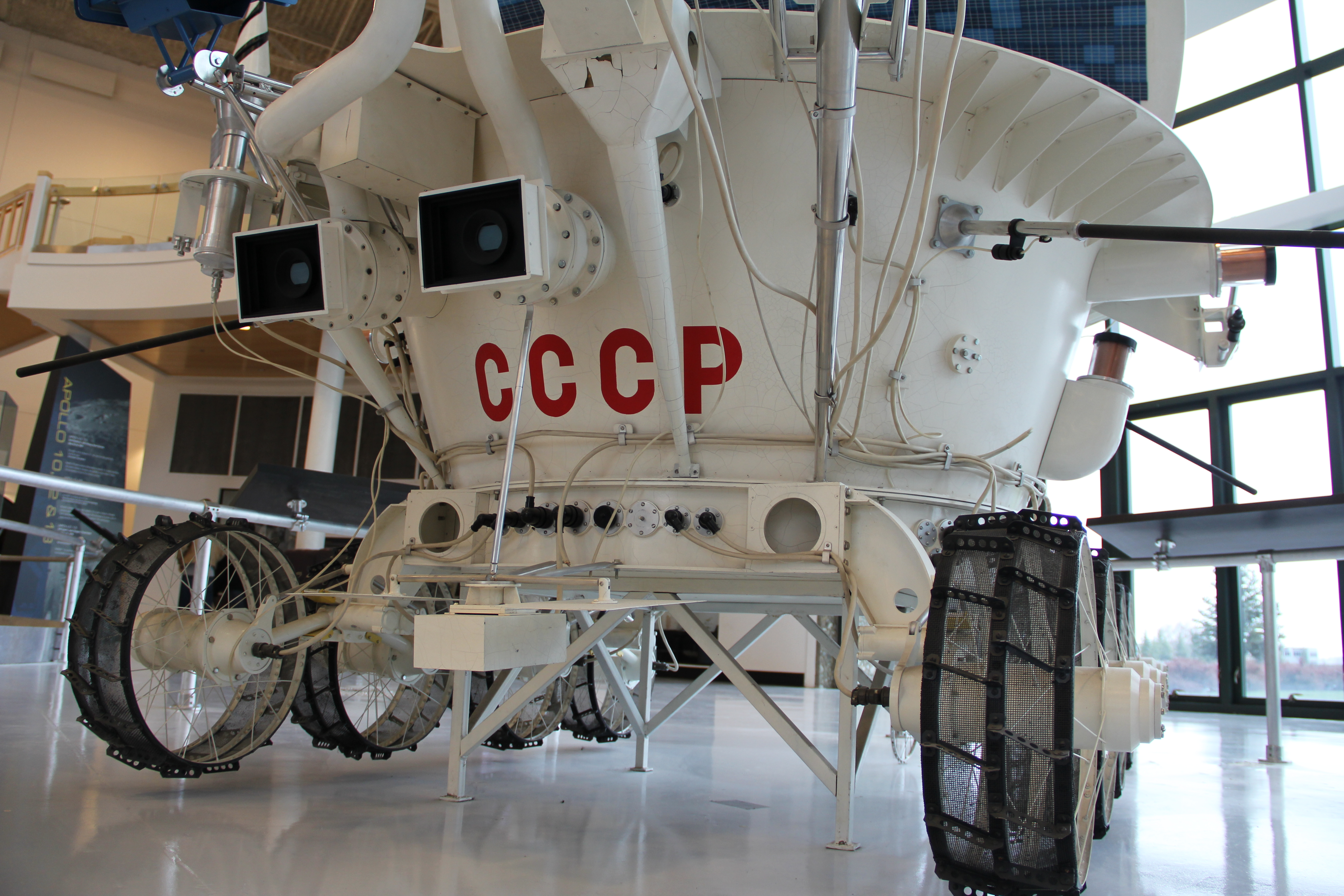
Lunokhod 1 soviétique.